# Хэмфилл, Джесси Мэй
 Джесси Мэй Хэмфилл (англ. Jessie Mae Hemphill, урождённая Джесси Мэй Грэм (англ. Jessie Mae Graham), в непродолжительном замужестве Джесси Мэй Брукс (англ. Jessie Mae Brooks); 18 октября 1932 (называется также 1934, 1937, 1940 года рождения  ), Миссисипи, США — 22 июня 2006, Мемфис, Теннесси, США) — американская блюзовая певица, гитаристка и перкуссионистка. Лауреат Blues Music Awards в номинации «Исполнительница традиционного блюза» (1987, 1988, 1994), «Исторический блюзовый альбом» (1991), номинант Blues Music Awards в номинациях «Исполнительница традиционного блюза» (1982, 1983, 1989, 2005), «Перевыпущенный альбом» (1998). Член Зала славы блюза (2025)  . Представительница хилл-кантри-блюза, характерного для севера Миссисипи.

## Биография
Джесси Мэй Грэм родилась в Миссисипи неподалёку от городков Комо (округ Панола) и Сенатобия (округ Тейт) или в одном из этих городков по разным источникам, в музыкальной семье: её отец Джеймс Грэм был блюзовым пианистом, а мать Вирджи Ли была мультинструменталисткой; скрипачом был её прадед. Семью Хэмфиллов записывал даже известный исследователь Алан Ломакс, который сказал, что «запись флейты и гитары Хэмфиллов была самой большой удачей в моей жизни».
Джесси Мэй начала играть на гитаре в семилетнем возрасте и также играла на барабанах в традиционной для той местности группе типа «файф-энд-драм», коллектив которой как правило состоял из одного флейтиста и нескольких барабанов. Этой группой руководил её дед Сид Хэмфилл, чью фамилию она и взяла впоследствии. Как вспоминала сама певица: «Мой дедушка научил меня играть на гитаре, и я начала играть блюз. Мне нравились спиричуэлс, но я играла блюз, потому что думала, что это поможет мне быстрее разбогатеть, чем спиричуэлс» . Кроме того, Джесси Мэй освоила тамбурин, дудку, флейту, тромбон, саксофон, губную гармошку и фортепиано и даже такие экзотические инструменты, как квиллы (африканская разновидность многоствольной флейты) и диддли, однострунный инструмент, на котором играют щипками или осколком бутылки. 
В 1950-х Джесси Мэй переехала в Мемфис, где вышла замуж. Брак вскоре распался. Помимо небольшого количества записей, сделанных в барах Мемфиса в 1950-х в составе группы West Memphis Blues Band под именем Джесси Мэй Брукс , вся карьера певицы до 1979 году по существу прошла в семейном кругу, с выступлениями на пикниках и каких-то иных местных событиях с нечастыми выступлениями в барах. Когда она жила в Мемфисе, она познакомилась с некоторыми из самых известных исполнителей блюза и ритм-энд-блюза того времени: Би Би Кингом, Альбертом Кингом, Джуниором Паркером, Робертом Найтхоком, Мадди Уотерсом и Хаулином Вулфом. Джесси Мэй Хэмфилл вспоминала что однажды она и еще две женщины — одна пианистка и одна барабанщица — решили поиграть, пока Би Би Кинг и его группа отдыхали. Они вышли на сцену, начали играть, и люди в клубе начали танцевать. Участники группы Би Би Кинга не решились сразу вернуться в клуб -  они подумали, что владелец нанял другую группу, потому что Би Би Кинга и его музыканты слишком задержались на перерыве .
В Мемфисе певица провела около 30 лет, работая на разных работах, уборщицей, в кафе или продуктовых магазинах, в том числе, управляя баром  и затем вернулась в Миссисипи. Её первые записи были сделаны лишь в 1967 году исследователем блюза Джорджем Митчеллом и в 1973 году исследователем этномузыки Дэвидом Эвансом, но никогда не выпускались.
В 1979 году Мемфисский университет создал компанию звукозаписи High Water Recording Company для сохранения и продвижения музыки Юга США. Дэвид Эванс сделав первую качественную запись певицы в 1979 году, предложил её High Water Recording Company и выступил её продюсером. В 1981 году альбом  Джесси Мэй Хэмфилл She-Wolf был записан и выпущен французским лейблом Disques Vogue. Один из обозревателей написал об альбоме: «Хемфилл использует возможность продемонстрировать весь спектр своих способностей. Когда она поёт „Do the disco baby. Do it, baby, do it“ в „Jump Baby Jump“, вы понимаете, о чём она сейчас говорит, и это так же непристойно, как и любой из самых сальных моментов мистера Хукера» .  В течение 1980-х  Джесси Мэй Хэмфилл играла в нескольких традиционных «файф-энд-драм» группах, когда временами между гастролями возвращалась в Миссисипи, и гастролировала сольно по США и за рубежом: Франции, Германии, Испании, Италии, Бельгии, Нидерландах, Швеции, Швейцарии и Канаде. Несколько раз записи певицы в составе сборников выпускала французская компания Black & Blue Records. Первый альбом певицы в США вышел лишь в 1990 году, к тому времени она уже дважды была лауреатом Blues Music Awards  в номинации «Исполнительница традиционного блюза».
В 1993 году  Джесси Мэй Хэмфилл перенесла инсульт, парализовавший левую сторону тела и больше не могла играть на гитаре, хотя она утверждала что: «Я умею играть. Я перебираю струны правой рукой и играю хорошо. Я играю так, как когда я только начала играть. Я умею это делать, но я не могу держать гитару левой рукой. Поэтому у меня есть ремень, который я надеваю на левую руку, чтобы держать гитару» . Тем не менее, певица продолжала выступать, аккомпанируя своей группе на тамбурине . 
В 2003 году протеже и соратница Хемфилл, Ольга Вильгельмина Мандинг основала Фонд Джесси Мэй Хемфилл в целях сохранения афроамериканской музыки северного Миссисипи и оказания помощи нуждающимся региональным музыкантам, которые не могли выжить на скудные гонорары за их творчество. В 2004 году Фонд Джесси Мэй Хэмфилл выпустил двойной альбом и DVD стандартов госпела Dare You to Do It Again , записанных певицей, поющей и играющей на тамбурине под аккомпанемент Стива Гарднера, DJ Logic и такимх блюзменов, как Джуниор Кимбро, Ар Эл Бёрнсайд и Отар Тёрнер. Это были первые записи певицы после инсульта в 1993 году. Также в 2004 году Inside Sounds выпустила Get Right Blues, альбом, содержащий материал, записанный с 1979 по начало 1980-х годов, а Black & Blue выпустили Mississippi Blues Festival, который включает семь треков Джесси Мэй Хэмфилл с парижского концерта 1986 года.
Джесси Мэй Хэмфилл умерла 22 июля 2006 года в Региональном медицинском центре в Мемфисе из-за осложнений, вызванных язвой.
Дэвид Эванс в аннотации в её дебютному альбому написал: «Она опиралась на самые глубокие традиции блюза и афроамериканской народной музыки, для создания по-настоящему современного кантри-блюза, а не ностальгического воссоздания более ранней музыкальной эпохи» 
Лондонская The Independent описала Хэмфилл как «мощную и завораживающую исполнительницу, которая похожа на женскую версию Джона Ли Хукера и Хаулина Вулфа вместе взятых» .
«Хэмфилл играла в открытом строе (чаще всего в «open D», реже в «open G»  )и, поскольку начинала как барабанщик, имела перкуссионный стиль игры на гитаре, который включал в себя удары и хлопки по инструменту. Она также привязывала тамбурин к своей икре, что вместе с ее игрой на гитаре с бренчанием и барабанами придавало ее игре звучание оркестра из одной женщины» 
«Её любимым инструментом на сцене была электрогитара, на которой она играла так, что гитару можно было рассматривать как адаптацию современного инструмента к традиционному блюзу: она не играла длительные соло или быстрые музыкальные фразы. Вместо этого она использовала гитару как ритмический инструмент для аккомпанемента своему пению» h.
Кэтфиш Кит, исполнитель акустического блюза и ученик Джесси Мэй Хэмфиолл отметил что «Джесси Мэй Хемфилл была особенной. Какой совершенно уникальный стиль! Ее музыка отсылала к тем же одноаккордным, вызывающим транс ритмам, исполненным на флейте и барабанах которые играли её соседи в холмистой местности Миссисипи» 
В интервью Guitar Player сама певица сказала про своё творчество: «Это то, что, как я думаю, чувствуют другие люди — проблемы, которые испытывают другие женщины. У всех нас, женщин, одинаковые проблемы с нашими мужчинами. Некоторые из моих блюзов — это своего рода грустный блюз, потому что иногда я чувствую себя подавленной и подавленной, и я знаю, что некоторые другие женщины чувствуют то же самое. Поэтому я играю их, чтобы это кого-то задело»

## Дискография
- She-Wolf (1981; перевыпущен в 1998)[9][10][11]
- Swamp Surfing in Memphis, на сборнике (1986; перевыпущен в 1998)
- Mississippi Blues Festival, на сборнике (1986; перевыпущен в 2004)
- Giants of Country Blues Guitar (1967–1981), на сборнике (1988)
- Feelin' Good (1990; перевыпущен в 1997 и 2012 годах с дополнительными песнями)
- The Fabulous Low-Price HMG Blues Sampler, на сборнике (1997)
- Deep South Blues, на сборнике (1999)
- Heritage of the Blues: Shake It Baby (2003)
- Dare You to Do It Again (2004)
- Get Right Blues (2004)
- Mississippi Blues Festival (2004)
- On Air: Live Music from the WEVL Archives, на сборнике (1996)
- Foot Hill Stomp (2002)

## Фильмография
- Deep Blues: A Musical Pilgrimage to the Crossroads (1991)